# Martes americana caurina
Martes americana caurina o Martes caurina es un mamífero carnívoro  de la familia Mustelidae,  subfamilia Guloninae. Anteriormente, la especie se consideraba coespecífica con la marta americana ( M. americana ), pero varios estudios que utilizan genética molecular indican que Martes caurina es una especie distinta de ella, y desde entonces ha sido reconocida como tal por la Sociedad Estadounidense de Mammalogistas. Las dos especies también tienen algunas diferencias morfológicas, con M. caurina que tiene una tribuna más corta y una forma craneal más ancha. Se cree que las dos especies divergieron durante el Último Máximo Glacial después de haber sido aisladas una de la otra en refugios glaciales.

## Distribución geográfica
La marta del Pacífico tiene una distribución amplia pero fragmentada en el oeste de América del Norte; Se cree que esta distribución es una consecuencia del patrón en el que colonizó nuevas áreas a medida que las capas de hielo se retiraban. Su rango se extiende desde los archipiélagos Alexander y Haida Gwaii al sur a lo largo de la costa noroeste del Pacífico hasta el condado de Humboldt, California , y al este hasta el sur de las Montañas Rocosas, llegando tan al sur como Nuevo México. Se sabe que existe una amplia zona híbrida entre las martas del Pacífico y las americanas en las montañas de Columbia , así como en Kupreanof yIslas Kuiu en Alaska. Se sabe que la especie habita en bosques caducifolios y coníferos en áreas como el noroeste del Pacífico de los Estados Unidos , [11] ya través de las Montañas Rocosas y Sierra Nevada.